# Sonnet 143
Sonnet 143 o Lo, as a careful housewife runs to catch è il centoquarantatreesimo dei Sonnets di William Shakespeare.
Lo, as a careful housewife runs to catch
One of her feather'd creatures broke away,
Sets down her babe, and makes all swift dispatch
In pursuit of the thing she would have stay;
Whilst her neglected child holds her in chase,
Cries to catch her whose busy care is bent
To follow that which flies before her face,
Not prizing her poor infant's discontent;
So runn'st thou after that which flies from thee,
Whilst I thy babe chase thee afar behind;
But if thou catch thy hope, turn back to me,
And play the mother's part, kiss me, be kind;
So will I pray that thou mayst have thy 'Will,'
If thou turn back and my loud crying still.

## Analisi del testo
Nel Sonnet 143 l'io lirico si trova alle prese con una dark lady infedele, impegnata nell'inseguimento dei suoi tanti amori, che addolorano l'innamorato io.
La prima quartina si apre con una "scenetta di realismo rustico", nella quale l'io è nella veste di un bambino piangente, al quale le cure materne (cioè le attenzioni dell'amata) vengono meno causa l'inseguimento da parte della madre-"brava massaia" (careful housewife, v.1) di "uno dei suoi pennuti polli scappati via" (One of her feather'd creatures broke away, v. 2), ossia uno dei suoi amanti. Nella seconda quartina la metafora prosegue, descrivendo l'io-bambino che "dà la caccia" (holds her in chase) a questa fuggente dark lady-madre, che non si cura del poor infant's discontent.
Insomma, una scena che l'io riassume, ai vv. 9-10, come inseguimento a catena (So runn'st thou after that which flies from thee,/Whilst I thy babe chase thee afar behind): ecco che allora, nel distico, con un tono rassegnato, ultima fase di una costruzione in anticlimax, l'io prega (I pray) affinché la sua dark lady raggiunga l'obiettivo (thy Will), a patto che si volga (turn back) a calmare (still) il suo pianto (my loud crying).